# 시베리아호랑이
시베리아호랑이(학명: Panthera tigris altaica; 영어: Siberian tiger)는 호랑이의 아종이다. 대한민국에서는 '백두산호랑이', '한국호랑이', '아무르호랑이'(Amur tiger)라는 이름이 많이 쓰이고 있다.
벵골호랑이와 함께 호랑이 중에서 가장 크며, 몸길이 수컷 2.2~3.8m, 암컷 1.8~2.8m, 몸무게 수컷 180~306kg, 암컷 100~267kg이다. 과거 시베리아호랑이 수컷의 평균 체중은 215kg, 암컷은 137kg였지만, 현재는 크기가 줄어 수컷의 평균 체중은 176kg,암컷은 118kg이다. 개체마다 무늬가 다르며, 한 호랑이 안에서도 왼쪽과 오른쪽에 있는 줄무늬가 각각 다르다. 털빛깔은 황갈색이고 여름에는 다소 짙어지나 대체로 남방계 아종보다 엷으며, 몸 아래쪽의 흰 부분이 보다 넓다. 시호테알린산맥을 중심으로 한 러시아 극동의 프리모르스키 지방과 하바롭스크 지방에만 분포한다.
임신 기간은 약 100일이며 2~3년마다 한 배에 2~5마리의 새끼를 밴다. 새끼는 암컷이 돌보며, 수컷은 자기 새끼가 아닌 다른 새끼를 보면 죽이는 습성이 있어 암컷은 수컷에게 공격적이다. 수명은 약 10~15년이다.
등은 짙은 적황색, 불규칙한 검은색 줄무늬가 많다. 배에는 갈색 반점이 매우 두드러진다. 가을털은 여름털에 비해 짧고 옅으며, 수염은 순백색이다. 이마에 임금 왕(王)자는 수컷의 상징이다. 몸놀림이 민첩하고 조심성이 아주 많으며, 소리없이 먹이감에 접근한다. 먹이를 찾아서 하룻밤에 대략 100km 정도를 돌아다니며, 급한 산비탈이나 바위도 잘 오르내린다. 특히 사납고 용맹스럽다.
1900년 무렵에는 한반도를 비롯해서 만주와 몽골 북부, 러시아 극동지방에 걸쳐 분포했었다. 남한에서는 일제강점기 때의 해수구제 사업으로 인해 이루어진 무차별 포획으로 1922년 1월 1일 이후 살아있는 호랑이가 확인되지 않았다. 북한의 경우 현재 몇 마리가 서식한 것으로 보여졌으나 남한에서는 거의 멸종된 것으로 보인다. 강원도에 적지 않은 목격담(1960년대에 어떤 남성두명이 미군트럭을 타고 강원도 산골로 연탄을 운반하러 가다가 호랑이를 본 사건, 1970년대, 대청봉에서 목격, 1990년대 강원도 화천에서 많은 목격담이 들리기 시작했고 이는 뉴스에 나오기까지 해 큰 화제를 일으킴, 가까운 최근에는 2019년, 고성 산불이 일어났을 때 피난을 가던 한 남성이 2마리의 호랑이를 보았다는 목격담)이 있지만 아직 확실하게 밝혀진건 없다.
현재는 러시아 극동 남부의 프리모르스키 지방과 하바롭스크 지방에만 남아있지만, 블라디보스토크에도 몇 마리(혹은 400여 마리)가 남아있다. 만주와 조선민주주의인민공화국(약20마리 정도가 남아있는 것으로 추정됨.), 대한민국(목격담으로 보아 극소수가 생존해 있을 가능성이 있다.)에 극소수가 남아있다. 1930년대에는 야생의 개체수가 50마리 이하까지 감소했었으나 그 후 수가 늘어 2005년에는 431마리에서 529마리까지로 예상되고 있다. 하지만 개체수가 감소해 2009년에는 224마리로 줄어들었다고 한다.

## 생태

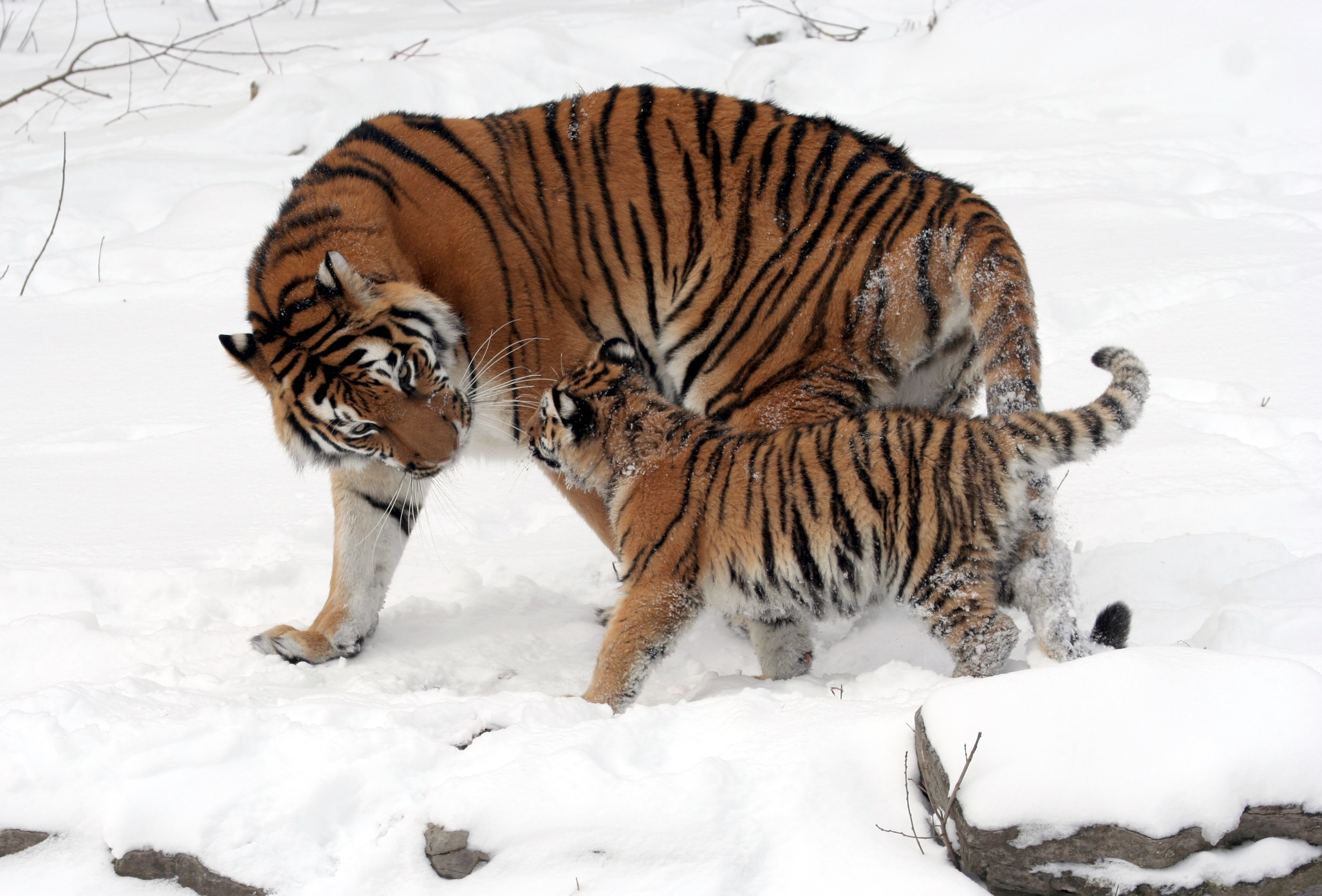
새끼를 돌보는 시베리아호랑이.

산림, 관목림, 덤불과 같은 곳에서 살며 나무에 오르는 일은 드물고 나무 위에서의 활동은 활발하지 못하다. 일반적으로 단독생활을 한다고 하지만 생활권은 넓고 1마리가 아닌 무리로 생활하며, 무리는 암수와 새끼들로 구성된다. 호랑이는 일몰부터 일출까지 주로 밤에 활동하는 야행성 동물이다. 하루 행동반경은 약 20km로 두 마리가 최소 약 4백km2 정도의 서식면적을 요구하는데, 숫호랑이의 경우는 행동범위가 더욱 넓다.
먹이를 사냥할 때는 은신접근, 매복, 일순공격의 패턴을 구사한다. 대형 초식동물을 공격할 때는 온몸을 던져 덮치거나 강대한 앞발을 사용해 강타하고 매달린 후, 주로 수십개의 이빨을 이용해 목부위를 물어 긴 송곳니로 살을 찢고, 어금니 4개는 힘줄과 질긴 피부를 자른다. 잡은 먹이 가운데 워낙 큰 것은 서늘한 곳에 옮겨 놓고 여러날에 걸쳐서 먹기도 한다. 무는 힘과 뒷다리는 매우 강하며, 한번 물리면 누구도 무사하지 못한다.
한번에 많은 먹이를 먹고 나면 일주일 가까이 먹지 않고 굶는 일도 많다. 먹이의 종류로는 자연에서는 주로 중대형 사슴, 산양, 멧돼지이며 먹이가 되는 야생동물의 수가 줄어들면 민가로 내려와서 소나 말, 닭, 오리, 염소 등의 가축도 잡아먹는다. 사육할 때에는 닭고기 등을 1일에 4~5kg정도 먹는다. 수명은 야생으로 15년 정도이며, 사육하에서는 20년이 넘는 기록도 있다.
호랑이의 교미기간은 12월~1월의 겨울인데, 수컷은 이때가 되면 짝을 찾아 먼길을 떠나며, 잦은 포효를 한다. 호랑이의 포효소리는 낮은 음이지만 매우 멀리까지 들려 가까운 곳의 다른 수컷을 위협하고 암컷에게 위치를 알리는데 유리하다.임신기간은 약 1백일로 한배에 1~3마리의 새끼를 낳는데 7마리를 낳은 기록도 있다. 새끼는 눈을 감고 있으며 무늬가 있고 몸무게는 약 1kg이다.
새끼의 성장은 빠르며, 2주후에는 눈을 뜨고 4~5주때 보행을 시작하며, 8주가 되면 젖을 떼기 시작한다. 7개월째에는 스스로 먹이를 잡을 수 있게 되는데 2세까지는 어미와 지내며 그동안에 사냥훈련을 받고 3세가 되면 어미를 떠나 독립할 준비를 하고, 4세이면 다 자란다. 다 자란 호랑이 암컷은 매년 번식하는 것이 아니고 한 마리가 평생에 4~5차례만 번식해 4~15마리의 새끼를 기를 뿐이다. 한편, 호랑이는 재규어, 고기잡이삵같은 여러 고양이과 동물들처럼 물가의 생활이나 헤엄을 즐기며, 특히 물속에서 놀 때도 많다.

## 먹이
시베리아호랑이는 한반도(북한)와 만주, 러시아 극동지방에 서식하며 인도나 동남아시아와 다르게 먹이동물이 크지 않는다. 주로 멧돼지나 대륙사슴, 말사슴, 말코손바닥사슴이며 영양, 산양, 노루, 들쥐, 고라니, 멧토끼, 다람쥐, 물고기, 야생 조류 등 고기라면 가리지 않고 무엇이든 먹는다. 고라니나 노루, 산양이나 메추라기, 비둘기나 멧토끼, 꿩, 들꿩 등 작거나 중소형 야생동물은 한번에 다 먹지만, 멧돼지나 대륙사슴, 말사슴, 말코손바닥사슴 같은 대형 야생동물은 며칠 간격으로 먹어치운다. 주로 1년에 100kg짜리 발굽동물 30~40마리 정도 잡아먹는다.
그래도 먹이가 떨어지면 호랑이들은 민가로 내려가서 가축을 잡아먹기도 한다. 주로 오리를 잡아먹으며 호랑이가 좋아하는 가축먹이 중 하나이다. 또한 능력이 되면 소나 말등 대형가축이나 돼지, 닭, 염소등 기타 가축도 잡아먹는다. 남한이나 북한, 중국, 러시아등 시베리아호랑이가 서식하는 지역의 경우 다자란 대형 소가 가끔 죽임을 당하는 경우가 존재하는데 이 경우는 호랑이에 의한 피해일 가능성이 있다. 중국 훈춘지방에서는 소나 말등 가축이 호랑이에게 사냥당하는 일이 자주 발생하며 심지어는 블루베리, 산딸기 등의 열매도 먹는다고 한다.

## 현황
현존하는 야생 시베리아호랑이는 130에서 50마리 정도인 것으로 추정되고 있지만, 그 수가 매년 10~13%씩 계속 빠르게 감소하고 있다. 비교적 잘 알려진 러시아의 시호테알린 생물권 보존구역등을 포함한 연해주 산간 보호구역내에는 현재 약 50마리가 생존하고 있고, 연해주 전체에 2백마리 미만, 중국 동북 지방에는 50여마리 그리고 한반도에 15~20마리가 남아있는 것으로 알려져 있다. 한편 시베리아호랑이는 세계 각국의 동물원등에서 30여마리가 사육되고 있는 것으로 추산된다.

## 계통 분류
다음은 2009년 드리스콜(Driscoll) 등의 호랑이 계통 분류이다.

|  | 인도차이나호랑이                                                  |
|  |                                                                   |
|  | \| \| † 카스피호랑이 \| \| \| \| \| \| 시베리아호랑이 \| \| \| \| |
|  |                                                                   |
|  | † 카스피호랑이                                                    |
|  |                                                                   |
|  | 시베리아호랑이                                                    |
|  |                                                                   |

|  | † 카스피호랑이 |
|  |                |
|  | 시베리아호랑이 |
|  |                |

|  | 인도차이나호랑이                                                  |
|  |                                                                   |
|  | \| \| † 카스피호랑이 \| \| \| \| \| \| 시베리아호랑이 \| \| \| \| |
|  |                                                                   |
|  | † 카스피호랑이                                                    |
|  |                                                                   |
|  | 시베리아호랑이                                                    |
|  |                                                                   |

|  | † 카스피호랑이 |
|  |                |
|  | 시베리아호랑이 |
|  |                |

|  | 인도차이나호랑이                                                  |
|  |                                                                   |
|  | \| \| † 카스피호랑이 \| \| \| \| \| \| 시베리아호랑이 \| \| \| \| |
|  |                                                                   |
|  | † 카스피호랑이                                                    |
|  |                                                                   |
|  | 시베리아호랑이                                                    |
|  |                                                                   |

|  | † 카스피호랑이 |
|  |                |
|  | 시베리아호랑이 |
|  |                |

|  | 인도차이나호랑이                                                  |
|  |                                                                   |
|  | \| \| † 카스피호랑이 \| \| \| \| \| \| 시베리아호랑이 \| \| \| \| |
|  |                                                                   |
|  | † 카스피호랑이                                                    |
|  |                                                                   |
|  | 시베리아호랑이                                                    |
|  |                                                                   |

|  | † 카스피호랑이 |
|  |                |
|  | 시베리아호랑이 |
|  |                |

|  | 인도차이나호랑이                                                  |
|  |                                                                   |
|  | \| \| † 카스피호랑이 \| \| \| \| \| \| 시베리아호랑이 \| \| \| \| |
|  |                                                                   |
|  | † 카스피호랑이                                                    |
|  |                                                                   |
|  | 시베리아호랑이                                                    |
|  |                                                                   |

|  | † 카스피호랑이 |
|  |                |
|  | 시베리아호랑이 |
|  |                |

|  | 인도차이나호랑이                                                  |
|  |                                                                   |
|  | \| \| † 카스피호랑이 \| \| \| \| \| \| 시베리아호랑이 \| \| \| \| |
|  |                                                                   |
|  | † 카스피호랑이                                                    |
|  |                                                                   |
|  | 시베리아호랑이                                                    |
|  |                                                                   |

|  | † 카스피호랑이 |
|  |                |
|  | 시베리아호랑이 |
|  |                |

|  | 인도차이나호랑이                                                  |
|  |                                                                   |
|  | \| \| † 카스피호랑이 \| \| \| \| \| \| 시베리아호랑이 \| \| \| \| |
|  |                                                                   |
|  | † 카스피호랑이                                                    |
|  |                                                                   |
|  | 시베리아호랑이                                                    |
|  |                                                                   |

|  | † 카스피호랑이 |
|  |                |
|  | 시베리아호랑이 |
|  |                |

|  | 인도차이나호랑이                                                  |
|  |                                                                   |
|  | \| \| † 카스피호랑이 \| \| \| \| \| \| 시베리아호랑이 \| \| \| \| |
|  |                                                                   |
|  | † 카스피호랑이                                                    |
|  |                                                                   |
|  | 시베리아호랑이                                                    |
|  |                                                                   |

|  | † 카스피호랑이 |
|  |                |
|  | 시베리아호랑이 |
|  |                |

|  | 인도차이나호랑이                                                  |
|  |                                                                   |
|  | \| \| † 카스피호랑이 \| \| \| \| \| \| 시베리아호랑이 \| \| \| \| |
|  |                                                                   |
|  | † 카스피호랑이                                                    |
|  |                                                                   |
|  | 시베리아호랑이                                                    |
|  |                                                                   |

|  | † 카스피호랑이 |
|  |                |
|  | 시베리아호랑이 |
|  |                |

|  | 인도차이나호랑이                                                  |
|  |                                                                   |
|  | \| \| † 카스피호랑이 \| \| \| \| \| \| 시베리아호랑이 \| \| \| \| |
|  |                                                                   |
|  | † 카스피호랑이                                                    |
|  |                                                                   |
|  | 시베리아호랑이                                                    |
|  |                                                                   |

|  | † 카스피호랑이 |
|  |                |
|  | 시베리아호랑이 |
|  |                |

|  | 인도차이나호랑이                                                  |
|  |                                                                   |
|  | \| \| † 카스피호랑이 \| \| \| \| \| \| 시베리아호랑이 \| \| \| \| |
|  |                                                                   |
|  | † 카스피호랑이                                                    |
|  |                                                                   |
|  | 시베리아호랑이                                                    |
|  |                                                                   |

|  | † 카스피호랑이 |
|  |                |
|  | 시베리아호랑이 |
|  |                |

|  | 인도차이나호랑이                                                  |
|  |                                                                   |
|  | \| \| † 카스피호랑이 \| \| \| \| \| \| 시베리아호랑이 \| \| \| \| |
|  |                                                                   |
|  | † 카스피호랑이                                                    |
|  |                                                                   |
|  | 시베리아호랑이                                                    |
|  |                                                                   |

|  | † 카스피호랑이 |
|  |                |
|  | 시베리아호랑이 |
|  |                |

|  | 인도차이나호랑이                                                  |
|  |                                                                   |
|  | \| \| † 카스피호랑이 \| \| \| \| \| \| 시베리아호랑이 \| \| \| \| |
|  |                                                                   |
|  | † 카스피호랑이                                                    |
|  |                                                                   |
|  | 시베리아호랑이                                                    |
|  |                                                                   |

|  | † 카스피호랑이 |
|  |                |
|  | 시베리아호랑이 |
|  |                |

|  | 인도차이나호랑이                                                  |
|  |                                                                   |
|  | \| \| † 카스피호랑이 \| \| \| \| \| \| 시베리아호랑이 \| \| \| \| |
|  |                                                                   |
|  | † 카스피호랑이                                                    |
|  |                                                                   |
|  | 시베리아호랑이                                                    |
|  |                                                                   |

|  | † 카스피호랑이 |
|  |                |
|  | 시베리아호랑이 |
|  |                |

|  | 인도차이나호랑이                                                  |
|  |                                                                   |
|  | \| \| † 카스피호랑이 \| \| \| \| \| \| 시베리아호랑이 \| \| \| \| |
|  |                                                                   |
|  | † 카스피호랑이                                                    |
|  |                                                                   |
|  | 시베리아호랑이                                                    |
|  |                                                                   |

|  | † 카스피호랑이 |
|  |                |
|  | 시베리아호랑이 |
|  |                |

|  | 인도차이나호랑이                                                  |
|  |                                                                   |
|  | \| \| † 카스피호랑이 \| \| \| \| \| \| 시베리아호랑이 \| \| \| \| |
|  |                                                                   |
|  | † 카스피호랑이                                                    |
|  |                                                                   |
|  | 시베리아호랑이                                                    |
|  |                                                                   |

|  | † 카스피호랑이 |
|  |                |
|  | 시베리아호랑이 |
|  |                |

## 한국호랑이

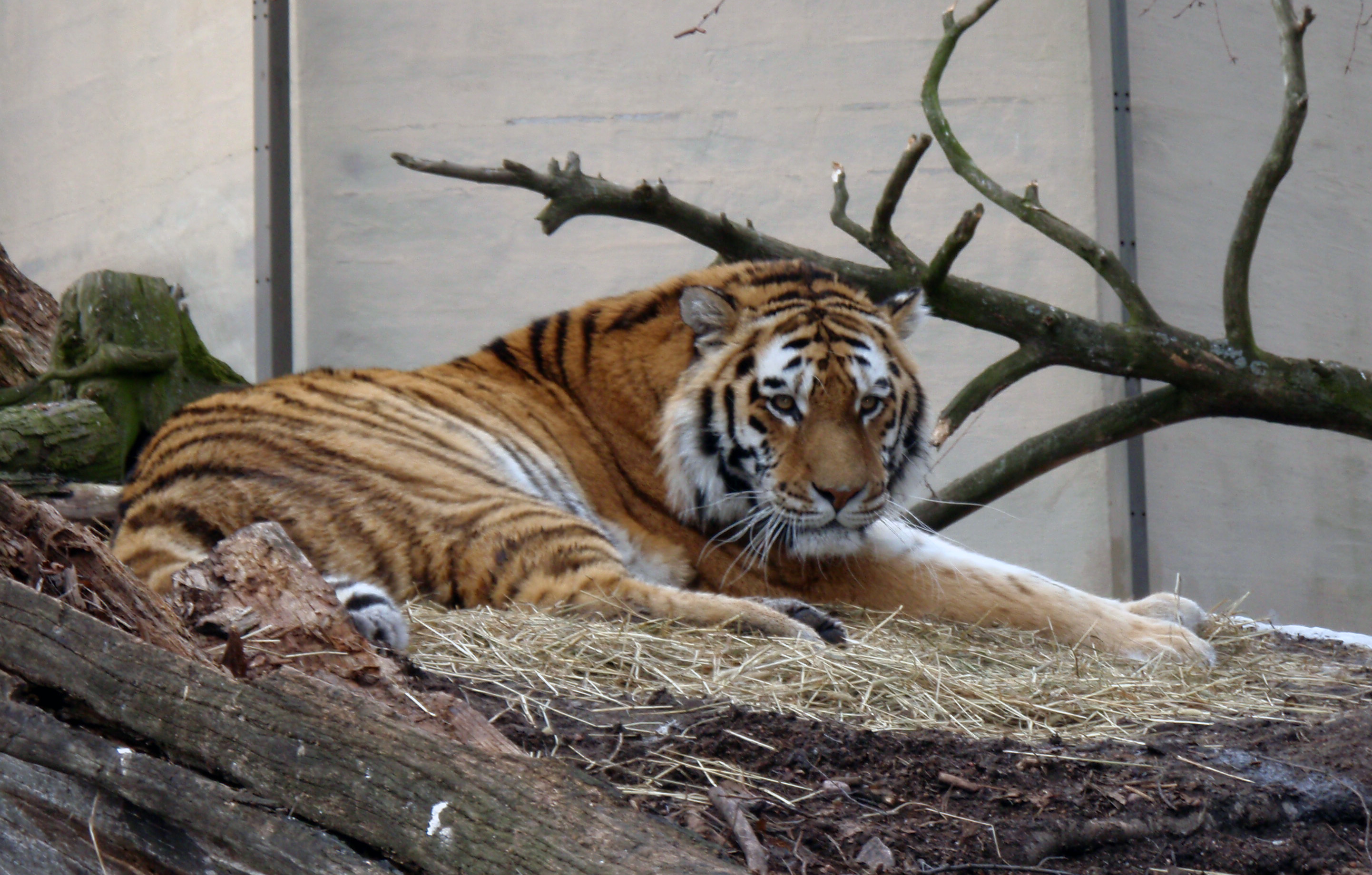
시베리아호랑이는 남한에서는 한국호랑이, 북한에서는 조선범이라고 한다.

한국호랑이는 유전적으로 아무르호랑이와 거의 동일한, 한반도에 서식하였던 시베리아호랑이의 개체군이다. 한국호랑이는 한때 한반도에 널리 서식하였지만 조선시대 말기부터 호랑이의 서식지가 농경지로 개간되었고, 조선 정부의 호랑이 사냥 장려로 수가 줄어들었다. 먹이가 부족해진 호랑이들이 민가에 자주 출몰하였고 호환이 증가하였다. 궁궐에 호랑이가 자주 출몰한 이유는 조선의 궁궐이 자연친화적 입지를 갖고 있어 호랑이가 머물고 이동하기에 매우 좋았기 때문이다. 일제강점기에 이루어진 사냥으로 확인된 것만 호랑이 97마리, 표범 625마리, 반달가슴곰 1,100마리, 늑대 1,350마리가 잡혔다고 하나 실제로는 더 많은 수가 사냥되었다고 한다. 남한에서는 1922년 경주 대덕산에서 잡힌 것이 마지막 기록이 되었다.
1950년 이후 한국호랑이는 시베리아호랑이의 아종으로 통합되었는데, 일부에서는 한국호랑이를 시베리아호랑이와 다른 아종으로 구분하기도 한다. 우선 한반도의 지형이 연해주보다 더 험해 서식하는 호랑이의 체격이 작아질 수밖에 없고 그 예로 여러 기록에 의하면 시베리아호랑이보다 몸집이 작았고 털이 짧았으며 무늬가 다르다고 한다. 시베리아호랑이의 학명은 Panthera tigris altaica인데 동물학자인 테밍크가 1844년 한반도에서 잡힌 표본이 기준표본으로 알려져 있다. 그 후 브라스란 학자는 1904년 한국의 호랑이가 아무르호랑이보다 넓고 뚜렷한 줄무늬가 있고 붉은 빛깔이 도는 작지만 매우 아름다운 가죽을 지니고 있다는데 착안해 ‘한국호랑이(Panthera tigris coreensis)’라는 별개의 아종으로 기재했다.
이어 사투닌이라는 러시아 학자는 1915년 한국호랑이란 아종의 이름을 ‘코리엔시스’에서 ‘미카도이(mikadoi)’로 바꾸었는데, ‘미카도’는 일본 천황을 가리키는 말이었다. 어쨌든 한국호랑이란 아종명은 1965년까지 ‘멸종위기에 처한 야생 동식물의 국제무역에 관한 협약(CITES)’목록에 올라 있었다가 나중에 아무르호랑이로 통합됐다. 2012년 서울대학교 수의학과의 이항 교수팀은 1900년대에 한반도에서 포획되어 미국과 일본등 해외에 반출된 호랑이 표본을 조사하여 유전자 조사결과 한국호랑이가 시베리아호랑이와 같은 아종으로 밝혀졌다.

### 한반도에서의 호랑이 흔적과 생존
한반도에서는 일제강점기 때 일본인 졸부 야마모토 타다사부로(やまもと たださぶろう)의 호랑이정벌대(정호군)의 사냥과 6.25 전쟁으로 서식지가 파괴되면서 호랑이와 표범이 거의 사라졌다. 현재는 북한의 일부 지역에서 호랑이의 발자국이 발견되어 서식한다고 발표되었고, 백두산에도 인근에 설치해두었던 카메라에 호랑이가 몇몇 포착되어 백두산에도 호랑이가 생존함이 확인되었으나, 남한에서는 전부 멸종되었다는 것이 학계의 정설이다. 하지만 남한 전역에서 목격담이나 흔적이 발견되면서 생존할 가능성이 점쳐지고 있다.
현재 한국호랑이의 박제는 대부분이 일본으로 유출되었고 목포시 유달초등학교에 보관되어 있는 박제가 유일하다. 야마모토 타다사부로가 1917년에 박제를 기증하기도 했다. 최근 조사에 의하면 100년전까지 전남 진도에서 호랑이 포획사진이 발견되어서 한반도 전역에 호랑이가 많이 서식하였다는 증거가 되고 있다.

## 호랑이 복원사업
러시아에서는 호랑이가 살 수 있는 서식지를 확보하고 밀렵으로부터 보호하는 ‘시베리아 야생 호랑이 보호 프로젝트’가 진행되고 있다.
현재 남한지역에서는 호랑이와 표범, 늑대 등이 사라지면서 이들의 먹이인 멧돼지나 고라니 등 야생동물이 증가하여 농작물에 피해를 주고 있다. 그래서 대한민국 정부에서는 중국에서 백두산호랑이를 들여와 개체수를 늘리는 호랑이 복원을 추진중에 있다.
현재 환경부 지정 멸종위기 야생생물 Ⅰ급에 포함되어 있으며, 정부는 2009년 러시아에서 야생의 호랑이를 들여와 비무장지대에 호랑이를 풀어놓는 계획을 검토하기도 했다.
그 밖에 일부 지방자치단체에서 호랑이 복원을 추진하고 있다.

### 연천군의 호랑이 방사 계획
경기도 연천군은 2008년 11월, 멸종된 시베리아호랑이를 복원시키기 위해 호랑이 3마리를 고대산에 방목 방식으로 복원하는 계획을 발표하였다. 연천군은 이를 위해 1억 5000만원의 예산을 마련하였고 이어 5월 중 3마리를 들여와 신서면 대광리 고대산 평화체험특구 6600m2에 이중 펜스를 설치해 보호공간을 확보한 뒤 한국호랑이보호협회와 공동으로 호랑이 보호를 시작할 것이라고 밝혔다. 이에 대한 생태학자들의 반응은 회의적이었다. 결국 한강유역환경청의 수입허가를 받지 못해 계획은 무산되었고 결국 계획으로만 남게 되었다.

### 자연 유입
학계 일부에서는 시베리아 호랑이를 방사하는 것보다는 호랑이의 행동반경이 넓어서 보호가 이루어져 개체수가 늘면 이들이 한반도로 돌아올 수 있다는 대안으로서의 가능성을 제시하였다. 그러기 위해서는 극동러시아에 존재하는 호랑이 개체군을 보호하여 개체수를 늘려야 한다는 것이다. 남한에 존재한다고 여겨지는 호랑이들의 근친교배를 막기위해서 DMZ 철책을 제거하여 이동통로를 만들어야 한다고 주장하는 이들도 있다.

## 같이 보기
- 호랑이
- 베르그만의 법칙
- 홀로세 멸종
- 아무르표범
- 아무르삵
- 몽골늑대